# 巡航ミサイル潜水艦

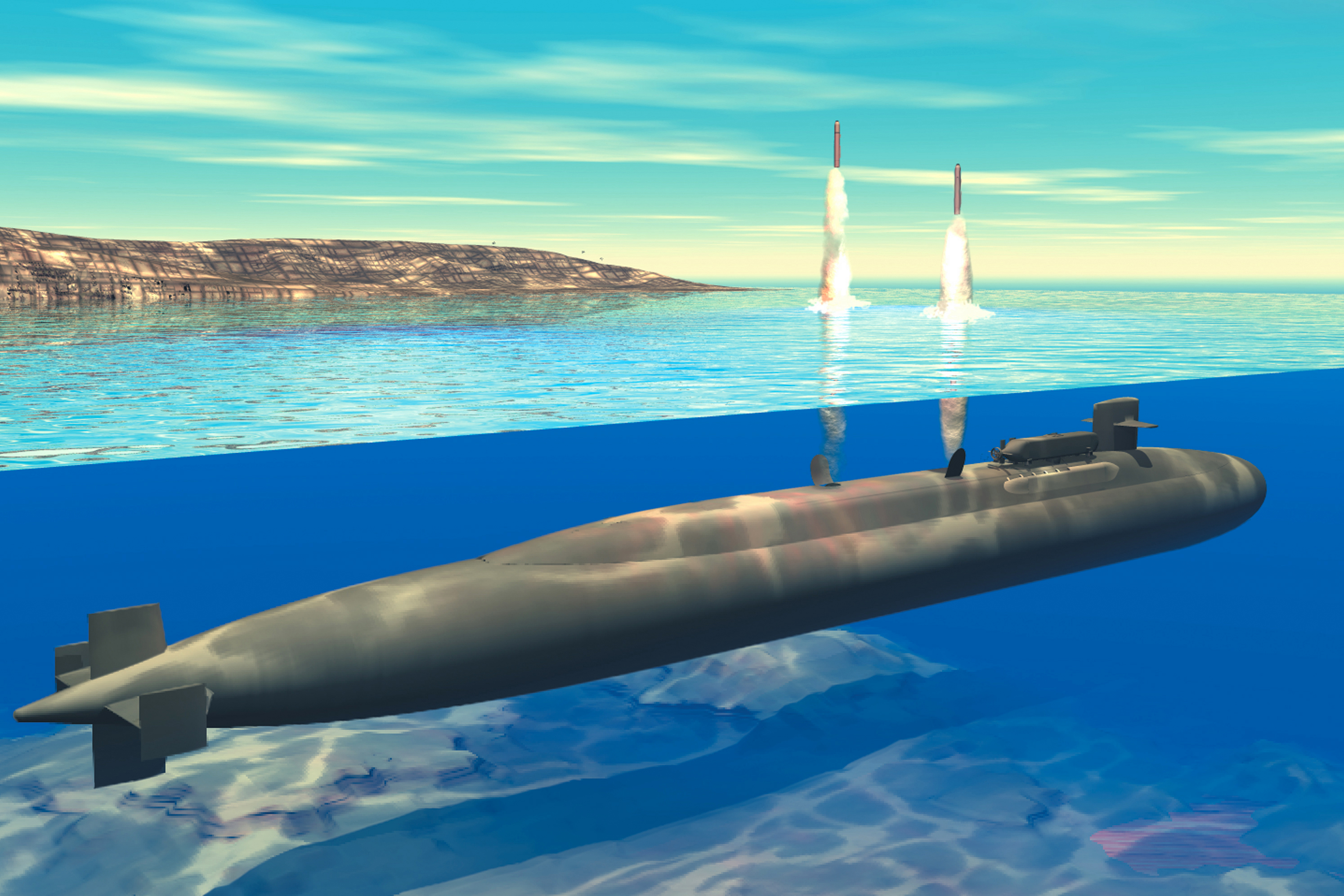
2024年時点では949Aが8隻、改良型オハイオ級潜水艦が4隻就役している。

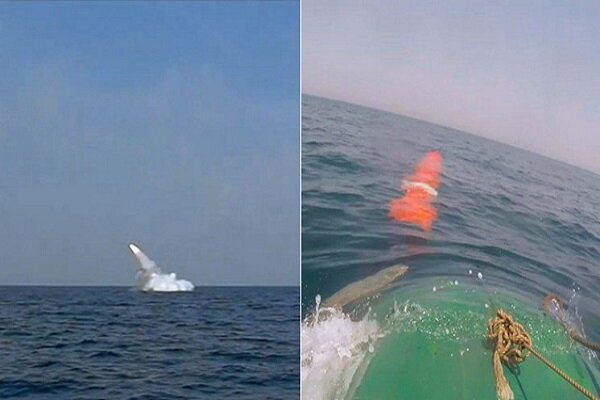
Ghadir級ミゼット・サブマリンから発射される巡航ミサイル

巡航ミサイル潜水艦（Cruise Missile Submarine）とは、潜水艦発射巡航ミサイルの発射を主な任務とする潜水艦のことである。

## アメリカ合衆国海軍
アメリカ海軍ではSSGNと呼んでいる巡航ミサイル原子力潜水艦を保有している。SSは"Submersible Ship"（潜水艦）、Gは"Guided missile"（誘導ミサイル）を、Nは"Nuclear powered"（核動力）を意味している。
アメリカ海軍での最初のSSGNは「USSハリバット」であり、レギュラス核弾頭搭載巡航ミサイルを発射すべく1950年代に建造された後、ポラリス潜水艦発射弾道ミサイルが開発されてからはレギュラスの搭載が打ち切られ、1964年にGがとれてSSN-587となった。

### 改良型オハイオ級潜水艦
オハイオ級戦略ミサイル潜水艦（Ohio class submarine）の全18隻の内、最も初期に建造された4隻がSSGNへと改造されている。これらはその性質上、原子力特殊潜水艦と呼ばれることもある。

#### 改造の背景と目的
冷戦の終結後、戦略ミサイル原潜の持つ核戦力は過剰となり、またアメリカの戦略はならずもの国家及び対テロ戦争への対処、と大きくシフトした。そのため、2001年にアメリカ海軍はオハイオ級4隻をアメリカの新しい戦略に対応できる能力を持った艦に改造することを決め、2002年から2010年にかけて順次改造することとなった。
この改造により、艦の任務は「海中からの核ミサイルの発射」から、「敵目標近くへのNavy SEALsの派遣及び支援」へと大きく変化した。

#### 改造内容
巡航ミサイル原子力潜水艦への変更に伴い、オハイオ級が持つ総数24基のミサイル発射管の内の22基のそれぞれを、1基の潜水艦発射弾道ミサイルの代わりに7発のトマホーク巡航ミサイルを収めた複数円形収納筒（MAC）と呼ばれる垂直発射システム（vertical launching system、VLS）へ換装し、残る2基の発射管を、乗艦する特殊作戦要員に使用されるロック・アウト・チェンバー（Lock Out Chambers、LOC）に交換している。これにより最大154発のトマホーク巡航ミサイルを搭載できるだけでなく、MACからは艦の「目となり耳となる」遠隔操縦の可能な無人飛行体（Unmanned Aerial Vehicle、UAV）や無人水中航行体（Unmanned Underwater Vehicle、UUV）を発進させて、艦に前進展開命令・管理センターとしての機能を持たせる事が可能となる。トマホークの最大収納数154発は、水上艦でのもっとも大きな搭載量をもつタイコンデロガ級ミサイル巡洋艦の最大搭載可能数である122発を上回る。
改造工事を終えた「オハイオ」は2006年の初頭には公試のため海に出ていた。それ以降、「ミシガン」と「フロリダ」が、改造工事中の「ジョージア」と共に新たな機能を備えて艦隊へと復帰した。「フロリダ」はSSGNプロジェクトがうまく機能するか判断するための初期試験の段階にある。これにはSSBNプラットフォームからの最初のトマホークミサイル発射が含まれる。
従来、アメリカ海軍の潜水艦艦長は中佐が配置されていたが、トマホークを最大154発搭載し、60名以上の特殊作戦隊員を陸上へ送り出し指揮・支援する巡航ミサイル潜水艦の戦略上の重要さが増してきたのに対応して、原子力空母やミサイル巡洋艦の艦長と同様に大佐（O6、オーシックス）があてられることとなった。乗組員の2つの交代要員、ゴールドとブルーの両チームにそれぞれの大佐が指揮する。
2013年現在、アメリカ海軍は核弾頭搭載型トマホークミサイルの運用を終了しているため、搭載されるトマホークの弾頭はすべて非核（通常）弾頭である。

## ロシア（旧ソビエト連邦）海軍
ソ連海軍でも西側観測筋が呼ぶところの巡航ミサイル潜水艦を多数保有しており、本国では有翼ロケット搭載型ロケット水中巡洋艦と呼ばれる。P-700のような強力で大型の巡航ミサイルで武装しておりNATOコードネームでエコー1(659)/2型(675)、チャーリー1型(670)/2型(670M)、オスカー型(949)/オスカー2(949A)がミサイル搭載潜水巡洋艦の系譜である。
クラブが登場したことでキロ型などは遠距離の対地攻撃を出来るようになった。